# پلاموویل (آرکانزاس)
پلاموویل (آرکانزاس) (به انگلیسی: Plumerville, Arkansas) یک شهر در ایالات متحده آمریکا با جمعیت ۸۵۴ نفر است که در آرکانزاس واقع شده‌است.

## موقعیت جغرافیایی
موقعیت جغرافیایی شهرها و مناطق اطراف به شرح زیر است: